# 苏里亚拉奥佩塔
苏里亚拉奥佩塔（Suryaraopeta），是印度安得拉邦East Godavari县的一个城镇。总人口19175（2001年）。

## 人口
该地2001年总人口19175人，其中男性9644人，女性9531人；0—6岁人口1948人，其中男973人，女975人；识字率75.91%，其中男性为80.05%，女性为71.72%。